# Alboraniet

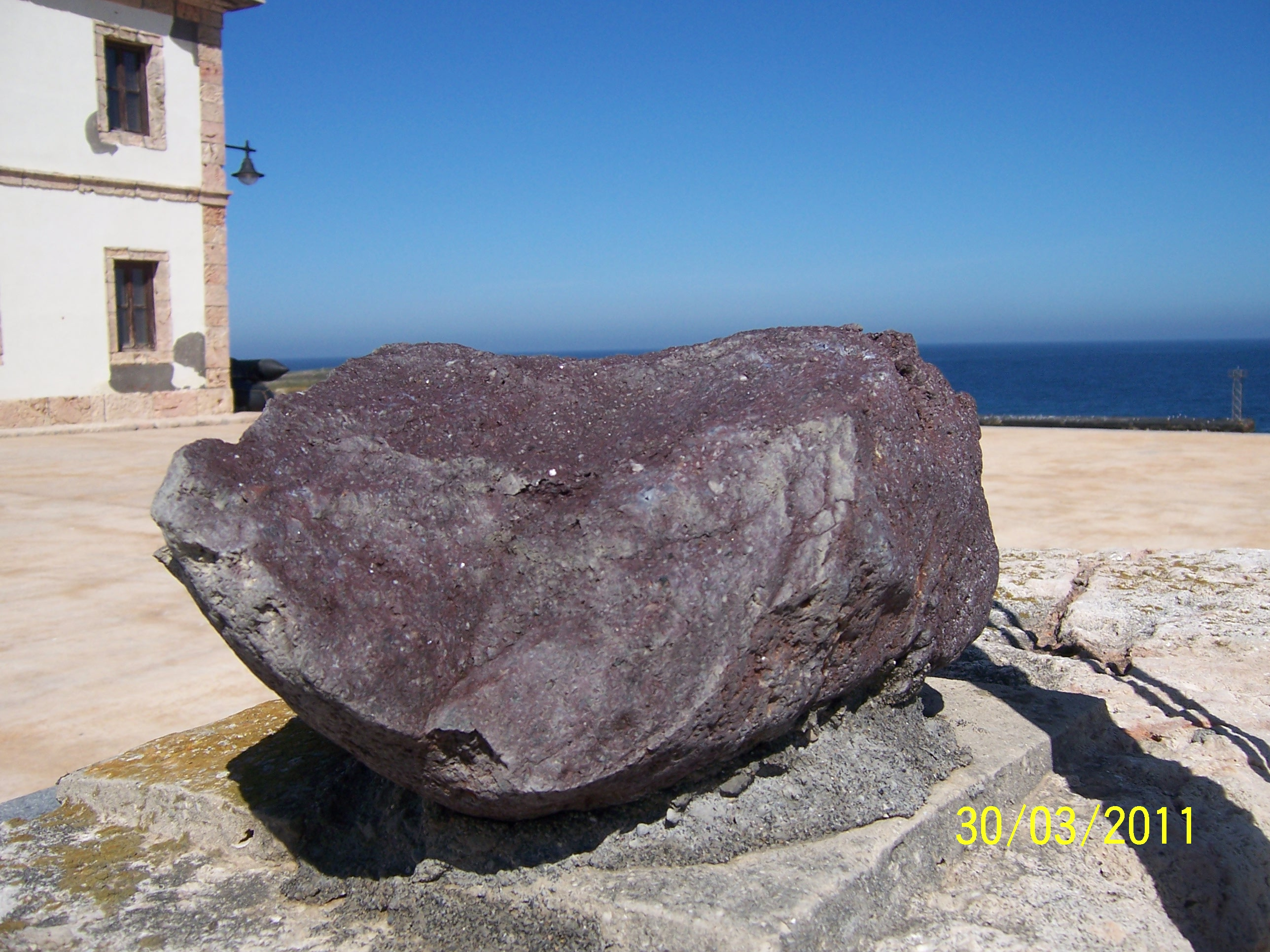
Een alboraniet-steen.

Alboraniet is een stollingsgesteente dat behoort tot de categorie van vulkanisch gesteente van subalkalien of tholeiitisch basalt. Het heeft een tussenliggend karakter tussen basalt (mafischer) en andesiet (zuurder), rijk aan calcium ({\displaystyle {\ce {CaO}}}), arm aan natriumoxide ({\displaystyle {\ce {Na2O}}}), zonder olivijn, met hyperstheenafzettingen.

## Geologische oorsprong
Alboraniet komt voor op het eiland Alborán in de Middellandse Zee. Toen het gesteente daar in 1899 door de hoogleraar geologie Friedrich Becke werd ontdekt, voerde hij een micrografische studie uit van de verzamelde monsters, waarbij hij ze beschreef als "hypersthenische andesieten met kenmerken die exclusief waren voor het eiland", en daarom gaf hij het deze naam. Het eiland Alborán heeft misschien zijn oorsprong in het Mioceen en is de rest van een vulkanisch systeem dat ontstond tijdens de vorming van de Alpen, vanaf de overgang van het Mioceen naar het Plioceen.
De bodem van het eiland bestaat uit pyroxenische andesieten, een soort gesteente dat voortkomt uit vulkaanuitbarstingen, die meestal bedekt zijn met zand, klei en slib.